# Філяєв Олександр Євгенович

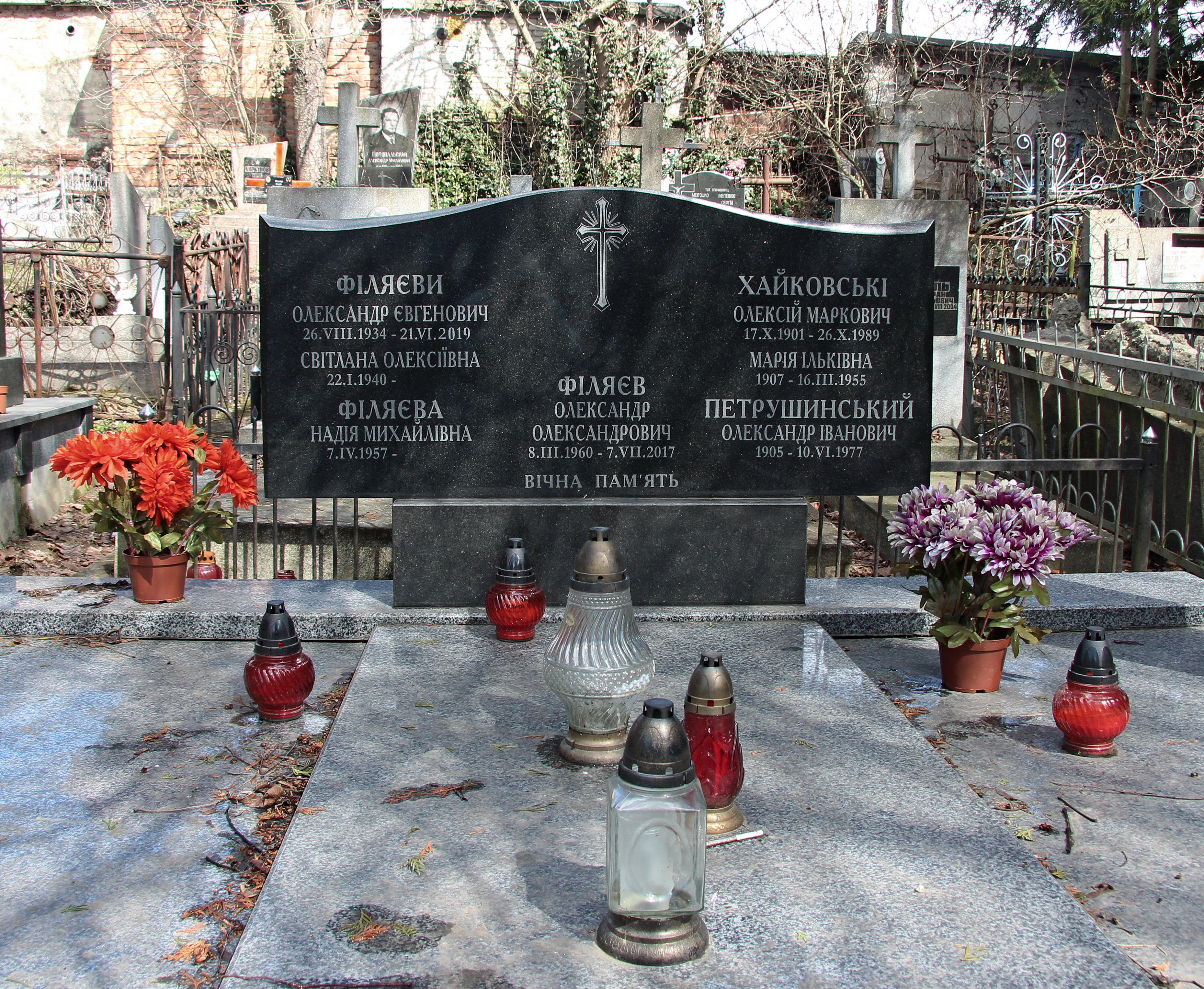

Олександр Євгенович Філя́єв (26 серпня 1934, Москва, Росія — 21 червня 2019, Львів, Україна) — радянський футболіст. Нападник. Виступав за «Зеніт» (Москва), «Локомотив» (Москва), СКА (Львів), «Карпати» (Львів) та «Нафтовик» (Дрогобич). Історичний, перший капітан львівських «Карпат».

## Біографія
Народився 26 серпня 1934 року у Москві.
Вихованець московського футболу. Виступав за московські команди «Зеніт» та «Локомотив». У Львові, Олександр Євгенович, з'явився у 1957 році, у складі армійської команди СКВО. У 1963 році, коли було створено львівські «Карпати», Філяєв був одним з найдосвідченіших гравців і став першим капітаном львівської команди. У 1963 році провів за «Карпати» 34 матчі та забив 5 голів.
Після завершення кар'єри футболіста, мешкав у Львові, він протягом 44 років працював, спочатку вчителем фізкультури, а згодом й трудового навчання у львівській середній загальноосвітній школі № 6. Олександр Євгенович помер 21 червня 2019 року у Львові.Похований на Янівському цвинтарі , поле 67 б.